# Frühlings-Kreuzflügel

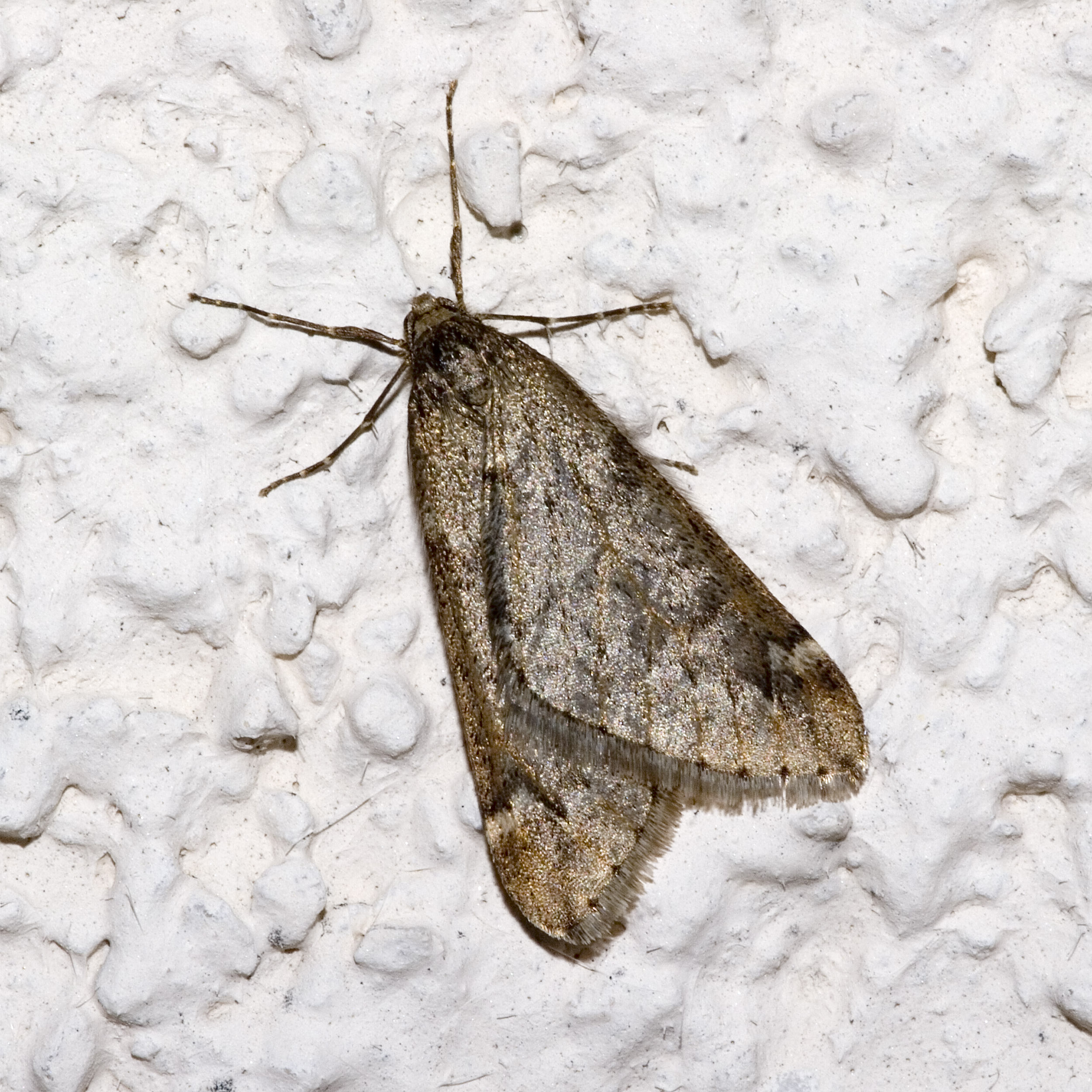
Frühlings-Kreuzflügel mit typischer Flügelstellung

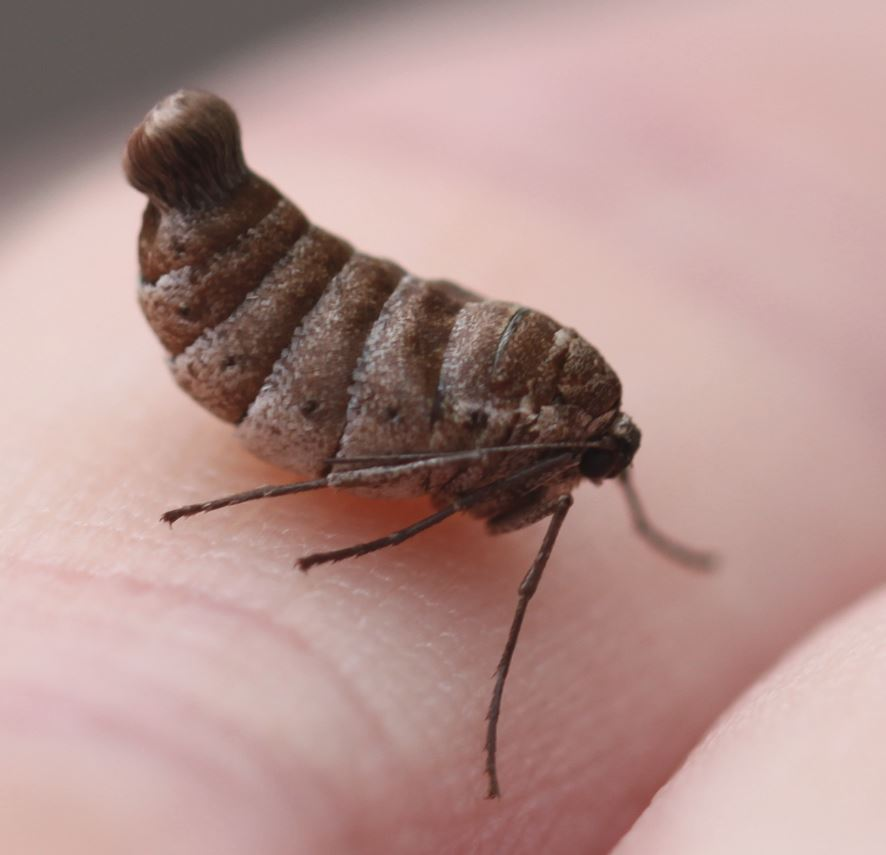
Weibchen

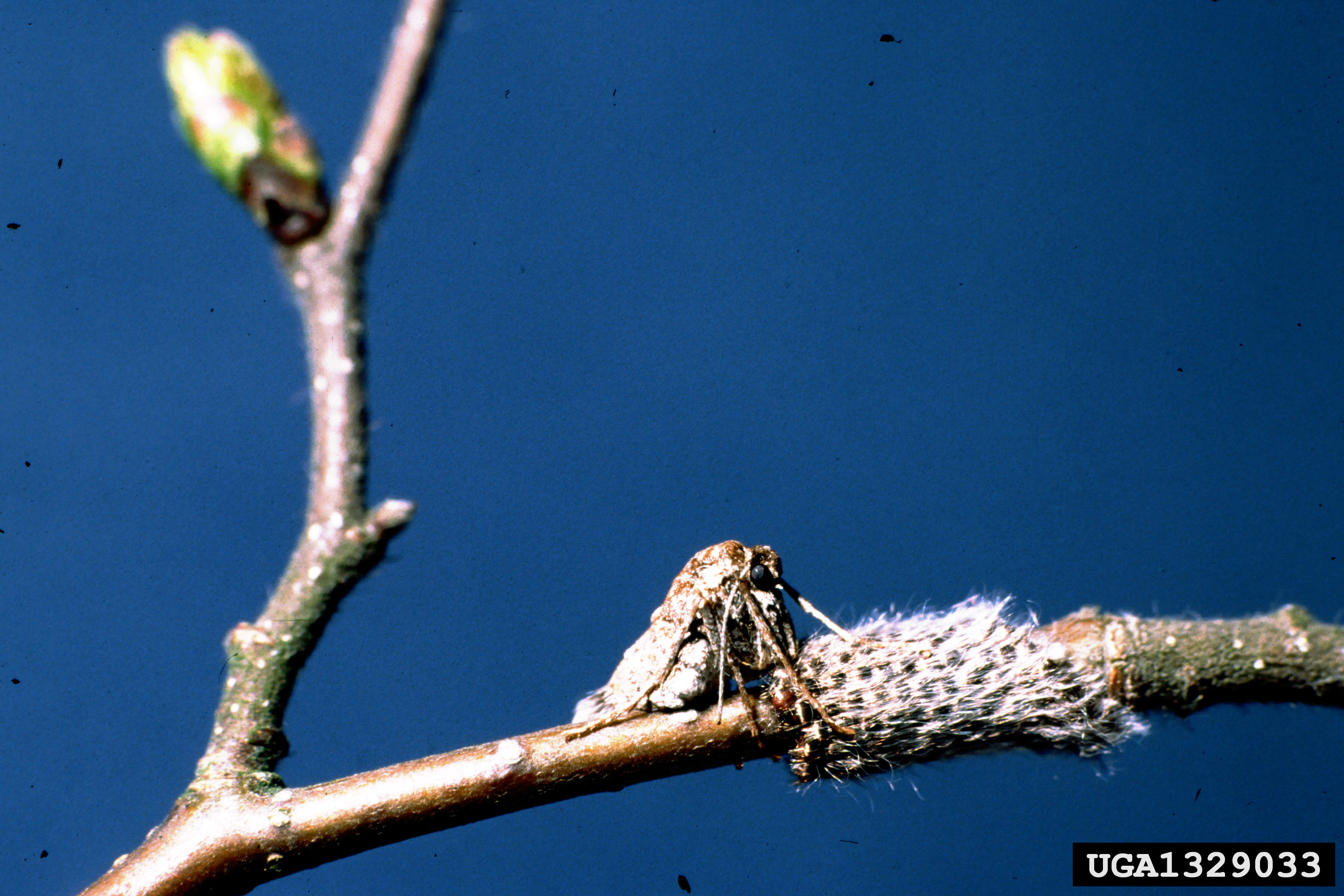
Weibchen des Frühlings-Kreuzflügel bei der Eiablage an Europäischer Hopfenbuche (Ostrya carpinifolia)

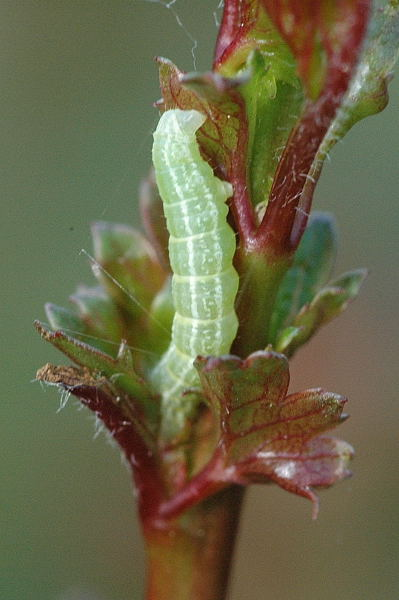
Raupe des Frühlings-Kreuzflügel an Zweigriffeligem Weißdorn (Crataegus laevigata)

Der Frühlings-Kreuzflügel (Alsophila aescularia) ist ein Schmetterling (Nachtfalter) aus der Familie der Spanner (Geometridae).

## Merkmale
Männchen und Weibchen zeigen einen extremen Geschlechtsdimorphismus, denn die Weibchen sind im Gegensatz zu den Männchen flugunfähig. Letztere erreichen eine Flügelspannweite von 28 bis 34 Millimetern (selten auch nur 25 Millimeter) und ruhen mit gekreuzten Vorderflügeln und gefalteten Hinterflügeln. Die Färbung der Vorderflügel variiert geringfügig zwischen blassbräunlich und graubraun. Die Querlinien sind stark gezähnt und an den abgekehrten Seiten weißlich angelegt. Ein deutlicher schwarzer Mittelpunkt ist sowohl auf den, als auch auf den Hinterflügeln zu finden, zusätzlich dazu tragen die Aderenden schwarze Punkte. Verdunkelte Exemplare sind selten, bei diesen sind die Querlinien erloschen, oder der Falter ist vollständig schwarz.
Die Weibchen besitzen keine Flügel. Sie sind acht bis zehn Millimeter lang. Das Abdomen ist bräunlich grau, der abdominale Haarbusch ist etwa zwei Millimeter breit und damit schmaler als das Abdomen, was ein Unterscheidungsmerkmal gegenüber Alsophila aceraria darstellt.
Die Palpen sind sehr kurz, die Fühler sind leicht gezähnt. Der Saugrüssel ist verkümmert. Die Tibien der Hinterbeine besitzen vier Dorne, die bei den Weibchen sehr kurz sind.
Die leuchtend grünen Raupen erreichen eine Länge von etwa 26 Millimetern und sind gekennzeichnet durch eine sehr glatte Haut und einen flachen Kopf. Sie besitzen eine dunkelgrüne Rückenlinie und gelblichweiße Seitenlinien. Im Gegensatz zu anderen Spannerraupen haben sie am fünften Segment ein zusätzliches, rudimentäres Bauchbeinpaar.

### Unterarten
- Alsophila aescularia aescularia ([Denis & Schiffermüller], 1775)[2]
- Alsophila aescularia urzhumaria Krulikowsky, 1909[2]

### Ähnliche Arten
- Herbst-Kreuzflügel, Alsophila aceraria ([Denis & Schiffermüller], 1775). Flugzeit im Spätherbst. Die Männchen haben eine gelbliche Grundfarbe. Die Weibchen sind kleiner als die von A. aescularia, das Afterbüschel ist breiter und die Stirn (Frons) ist konvex.

### Formen
- Alsophila aescularia f. brunnea Hannemann. Die Vorderflügel sind schwärzlichbraun verdunkelt.

### Synonyme
- Geometra aescularia [Denis & Schiffermüller], 1775[3]
- Phalaena hirtaria Clerck, 1759 sensu Fabricius, [1776] (Fehlbestimmung von Lycia hirtaria)[3]
- Phalaena hirsutaria Fabricius, 1781[3]
- Phalaena (Geometra) murinaria [Denis & Schiffermüller], 1775 sensu Borkhausen, 1794 (Fehlbestimmung von Tephrina murinaria)[3]
- Geometra apteraria Haworth, 1809[3]
- Anisopteryx aescularia ([Denis & Schiffermüller], 1775)[4]

## Vorkommen
Der Frühlings-Kreuzflügel ist in Europa mit Ausnahme des hohen Nordens, Nordschottlands, Korsika, Malta, Albanien und der Griechischen Inseln weit verbreitet und häufig. Einzelne isolierte Populationen sind von der Iberischen Halbinsel, Sardinien, Sizilien und Griechenland bekannt. Außerhalb von Europa findet man die Art im Norden und Osten der Türkei, im Kaukasus, sowie im Cis- und Transkaukasusgebiet. Weiter östlich sind weitere isolierte Populationen aus den Bergen des Kopet-Dag (Turkmenistan, Iran) bekannt. In der östlichen Paläarktis wird A. aescularia durch die ähnlichen Arten Alsophila acroama Inoue, 1943 und Alsophila japonensis (Warren, 1894) ersetzt.
In der vertikalen Verbreitung wird der Falter in geeigneten Biotopen vom Meeresniveau bis in Höhen von etwa 1.600 Meter angetroffen.
Er besiedelt Bereiche, an denen Bäume und höherwüchsige Sträucher seiner Nahrungspflanzen in ausreichender Anzahl an nicht zu trockenen bis frischen Stellen vorhanden sind. Dies können lichte Laubgehölze (Haine), Berg- und Auwälder, Schlehenhecken oder Obstbaumgruppen, Garten- oder Parkland und Feldgehölze sein. Bergmann bezeichnet den Falter als „Leitart hochwüchsiger Schlehengebüschfluren in Parkgelände (Laubholzhainen) der Ebene und Hügelstufe“.

## Lebensweise
Die Weibchen legen die Eier bandförmig dicht um kleine Zweige und bedecken sie mit Schuppen ihres Hinterleibes. Die Raupen leben einzeln, sind nachtaktiv und fressen an verschiedenen Laubbäumen und -sträuchern, wie z. B.:
- Apfel (Malus domestica)
- Pflaume (Prunus domestica)
- Zwetschge (Prunus domestica domestica)
- Schlehdorn (Prunus spinosa)
- Gewöhnliche Traubenkirsche (Prunus padus)
- Kirschen (Cerasus)
- Linden (Tilia)
- Stieleiche (Quercus robur)
- Traubeneiche (Quercus petraea)
- Rot-Eiche (Quercus rubra)
- Feld-Ahorn (Acer campestris)
- Bergahorn (Acer pseudoplatanus)
- Ulmen (Ulmus)
- Weißdorn (Crataegus)
- Hunds-Rose (Rosa canina)
- Liguster (Ligustrum vulgare)
- Hainbuche (Carpinus betulus)
- Rotbuche (Fagus sylvatica)
- Gemeine Hasel (Corylus avellana)
- Gemeine Esche (Fraxinus excelsior)
- Rote Heckenkirsche (Lonicera xylosteum)
- Purgier-Kreuzdorn (Rhamnus cathartica)
- Sandbirke (Betula pendula)

Wegen des häufigen Auftretens an Obstbäumen wird die Art zu den Schädlingen gezählt, daneben besitzt der Frühlings-Kreuzflügel auch eine gewisse forstwirtschaftliche Bedeutung. Die Larvenstadien werden von verschiedenen Parasitoiden befallen, zu denen Vertreter der Brackwespen (Acampsis alternipes, Earinus nitidulus, Meteorus pulchricornis, Microgaster tiro), Schlupfwespen (Dasona leptogaster, Agrypon stenostigma, Aphanistes xanthopus, Cryptus viduatorius, Cymodusa cruentata, Labrorychus tenuicornis, Pimpla arundinator, Pimpla examinator, Sagaritis incissa) und Raupenfliegen (Blepharomyia amplicornis) zählen.
Die Verpuppung erfolgt im Erdboden an der Basis der Nahrungspflanze in einem aus Spinnseide und Erde bestehenden Kokon. Die Puppe überwintert in diesem Kokon, die Falter schlüpfen im März des darauffolgenden Jahres. Die Falter ruhen tagsüber an Stämmen bzw. in der Laubstreu und sind nachts gelegentlich an künstlichen Lichtquellen zu finden. Die flügellosen Weibchen findet man ebenfalls nachts an Stämmen ihrer Nahrungspflanzen.

### Flug- und Raupenzeiten
Der Frühlings-Kreuzflügel bildet eine Generation im Jahr, die von Mitte Februar bis Anfang Mai fliegt. Die Raupen sind von Mitte April bis Anfang Juli anzutreffen. In nördlichen Regionen bzw. in höheren Lagen verschiebt sich die Flugzeit bis in den Mai hinein.